# Guaiacum
- Commons
- Wikispecies

Guaiacum L. é um género botânico pertencente à família Zygophyllaceae.

## Sinonímia
- Guajacum L.

## Espécies
- Guaiacum angustifolium
- Guaiacum coulteri
- Guaiacum officinale
- Guaiacum sanctum
- Guaiacum unijugum
- Lista completa

## Classificação do gênero
| Sistema | Classificação                     | Referência               |
| ------- | --------------------------------- | ------------------------ |
| Linné   | Classe Decandria, ordem Monogynia | Species plantarum (1753) |